# Drapelul Republicii Centrafricane

Proporțiile steagului: 3:5

Drapelul Republicii Centrafricane a fost adoptat la 1 decembrie 1958. A fost designat de Barthélemy Boganda, primul președinte al teritoriului autonom Oubangui-Chari, cel care credea că "Franța și Africa trebuie să marșeze împreună." Ca atare, Boganda a combinat culorile tradiționale ale tricolorului francez, roșu, alb albastru la care a adăugat culorile culorile pan-africane, roșu, verde și galben. Culoarea roșie simbolizează sângele națiunii care a fost vărsat pentru a aduce independența țării și care ar urma să fie vărsat în cazul apărării națiunii. Albastrul reprezintă cerul și libertatea. Albul reprezintă pacea și demnitatea. Verdele semnifică speranța și credința, iar galbenul reprezintă toleranța. 